# Falcatus
Falcatus es un género extinto de peces cartilaginosos del orden Symmoriida que vivieron en el Carbonífero Inferior, hace 335-318 millones de años; sus fósiles se han hallado en Montana y Misuri (Estados Unidos).
Medían entre 25 y 30 cm de longitud. Mostraban un fuerte dimorfismo sexual; los machos poseían una prominente espina en la primera aleta dorsal que se curvaban hacia adelante sobre la cabeza, que tenían cubierta de dentículos, mientras que las hembras carecía de espina y de dentículos cefálicos. Tenían los ojos muy grandes. Eran depredadores y se alimentaba de gambas.

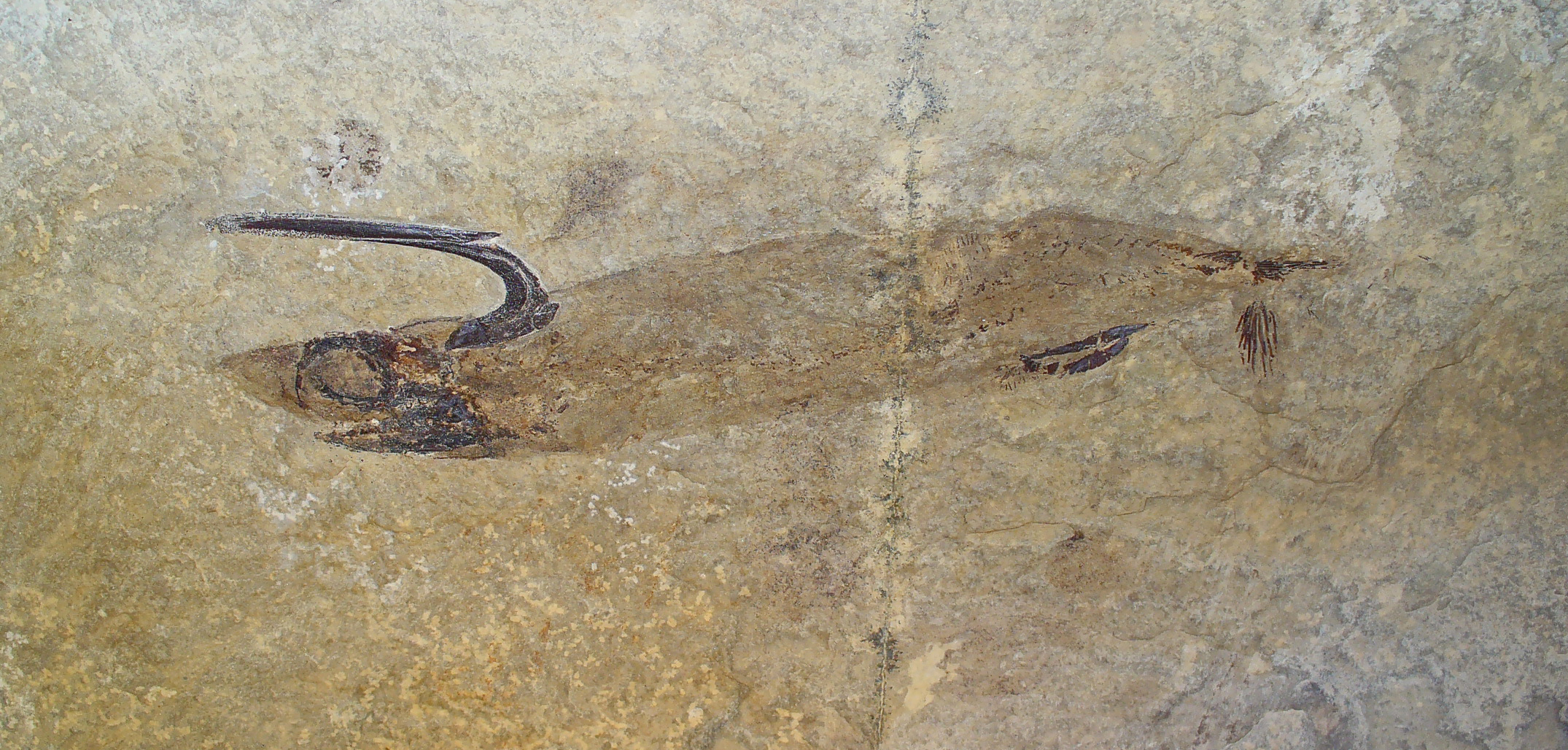
Falcatus falcatus macho. Carbonífero inferior, Montana, EE. UU.

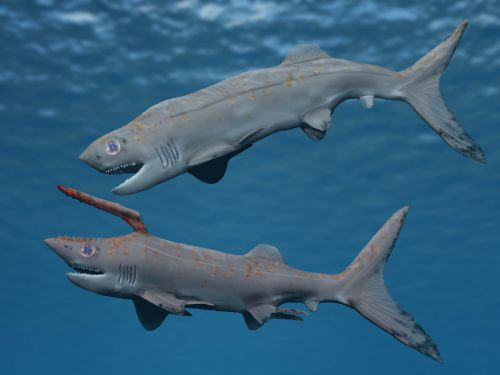
Recreación de dos Falcatus falcatus